# 加藤雪腸
加藤 雪腸（かとう せっちょう、1875年（明治8年）1月2日 - 1932年（昭和7年）11月24日）は、静岡県出身の日本の俳人。別号に清白之舎、千里坊など。本名は孫平。

## 経歴
1875年（明治8年）静岡県榛原郡川崎町（現在の牧之原市）に生まれる。静岡師範学校（現在の静岡大学）在学中に俳句を始め、正岡子規に入門。高浜虚子、河東碧梧桐とともに、早くから子規門となった若手俳人として注目される。また静岡師範学校の仲間を中心に俳誌『芙蓉』を主宰、同誌を発行する「芙蓉会」は松島十湖、藤田紫亭、渥美渓月、久保田九品太らが集い、静岡における日本派の拠点となった。
静岡師範卒業後、教員となった後も俳句を続けたが、子規亡き後は次第に自由律俳句に傾倒。荻原井泉水の『層雲』や中塚一碧楼の『海紅』に投句を続ける中、自身の俳誌『曠野』を創刊。「自由俳句」を標榜して、井泉水や一碧楼の自由律俳句とも違う、独自の句作を目指した。1932年（昭和7年）、交通事故に遭い57歳で急逝。

## 句集
- 『加藤雪腸遺稿　自由俳句管見』（1944年）
- 『三絃琴 加藤雪腸遺稿 作品集』（1981年）